# Imagefilm
Ein Imagefilm (von engl. Image) ist ein kurzer Film, der in werbender Absicht ein Unternehmen, eine Institution, eine Marke oder ein Produkt porträtiert.
Ein Imagefilm hat üblicherweise eine Spiellänge von nicht mehr als zehn Minuten. Die werbende Absicht rückt ihn in die Nähe des (kürzeren) Werbespots, das Porträthafte verbindet ihn mit journalistischen Filmbeiträgen und Dokumentarfilmen, von denen ihn wiederum die werbende Absicht unterscheidet.

## Geschichte, Form und Inhalt
Die Wurzeln des Imagefilms liegen im Industriefilm, was in der englischsprachigen Bezeichnung „corporate“ noch mitschwingt. Davon entfernt hat sich der Imagefilm – selbst wenn er ein Unternehmen porträtiert – indem sich sein Schwerpunkt deutlich weiterentwickelt hat: weg von der einfachen, erklärend-beschreibenden Machart des Industriefilms hin zur Erschaffung eines positiven Images für seinen Gegenstand.
Dem Imagefilm stehen sämtliche formalen und technischen Mittel des Films zur Verfügung. Dementsprechend aufwendig und komplex können Imagefilme ausfallen, je nach den finanziellen Möglichkeiten und den kommunikativen Absichten ihrer Auftraggeber.
Bezüglich ihrer Tendenz bewegen sich Imagefilme zwischen informativ und suggestiv, je nachdem ob sie beim Zuschauer stärker auf Informationsgewinn oder auf Imagebildung zielen.

## Produkt-Imagefilm
Im Unterschied zu einem Produkt-Werbespot wird das Produkt nicht angepriesen. In der einfachsten Gestaltung wird vielmehr der Entwicklungsprozess eines Produkts für (potentielle) Kunden und zur firmeninternen Verwendung dokumentiert. Ein Auftraggeber wird aber immer darauf achten, auch imagebildende Elemente mit einfließen zu lassen, die auf die Corporate Identity des Unternehmens abgestimmt sind.

## Einsatz im Marketing
Für erklärungsreiche Unternehmen oder Produkte bieten sich Imagefilme als geeignetes Instrument für Marketing an. Beispielsweise kann das Unternehmen dem Kunden durch einen virtuellen Rundgang näher gebracht werden. Durch Audiovisualisierung kann eine Botschaft effizienter transportiert werden, als durch einen rein visuellen Internetauftritt.

## Dramaturgie und Wahrnehmung
Filme werden vom Rezipienten anders aufgenommen als beispielsweise Print- u. Online-Artikel. Der Zuschauer/Rezipient kann nicht sein eigenes Lesetempo bestimmen, sondern muss sich an das durch die Filmemacher vorgegebene Tempo halten.
Das erfordert eine besondere dramaturgische Gestaltung der Inhalte. Die Filminhalte müssen für eine optimale Informationsaufnahme nicht einfach chronologisch aneinandergereiht sein, sondern nach dramaturgischen Elementen gestaltet werden. Dramaturgie meint nämlich die Filmgestaltung nach bestimmten Grundsätzen, mit dem Ziel, beim Zuschauer den gewünschten Effekt hervorrufen zu können.

## Einsatzmöglichkeiten
Die Einsatzmöglichkeiten eines Imagefilms sind äußerst vielfältig. Grundsätzlich kann hierbei zwischen der Online- und Offline-Verwendung differenziert werden. In erster Linie ist es relevant einen Imagefilm dort zu platzieren, wo sich die adressierte Zielgruppe aufhält. Online spielen vor allen Dingen die Website eines Unternehmens, die Social-Media-Kanäle sowie der Newsletter eine entscheidende Rolle. Offline bietet sich der Einsatz auf Messen oder Events an. Die Website stellt das Aushängeschild eines Unternehmens dar. Interessenten informieren sich hier über ein Unternehmen und erhalten durch die Platzierung eines Imagefilms auf der Website eine kompakte Informationsquelle. Wenn ein Imagefilm in einen Newsletter integriert wird, erhöhen sich die Öffnungswahrscheinlichkeit sowie die Click-Through-Rate der Mail.